# Michael de Sealand
Miguel I, em inglês:  Michael I, (nascido Michael Collins Roy Bates; Essex, 2 de agosto de 1952) é o Príncipe Soberano do Principado de Sealand, um microestado autoproclamado localizado em uma antiga plataforma marítima ao largo da costa do Reino Unido desde 9 de outubro de 2012, após a morte de seu pai. Filho do fundador do principado, Paddy Roy Bates. Desde então, ele continua a liderar Sealand e a promover a ideia de soberania do microestado. Conhecido por seu papel na defesa da plataforma durante uma tentativa de golpe em 1978, também é empresário e autor. Ele reside no Reino Unido, mas mantém o título e o governo de Sealand, sendo um defensor da legitimidade de sua nação de acordo com os critérios da Convenção de Montevidéu.

## Biografia
Michael Bates nasceu para Roy e Joan Bates em 2 de agosto de 1952. Em 24 de dezembro de 1966,  aos 14 anos, Michael se juntou ao pai Roy na ocupação do HM Fort Roughs , onde eles estabeleceram uma estação de rádio pirata.  Michael deixou seu colégio interno para visitar a plataforma e acabou nunca voltando, afirmando: "Eu pensei que era uma aventura de seis semanas, não 34 anos".  Em 2 de setembro de 1967, Roy declarou soberania sobre a plataforma e mudou sua família permanentemente para Sealand, incluindo esposa Joan, filho Michael e filha Penelope.  Michael foi um participante chave na batalha para retomar Sealand dos autores de uma tentativa de golpe.
Sobre se Sealand é um estado soberano, Bates afirmou: "Nunca pedimos reconhecimento e nunca sentimos a necessidade de pedir reconhecimento. Você não precisa ter reconhecimento para ser um estado, basta cumprir os critérios da Convenção de Montevidéu, que são população, território, governo e capacidade de negociar com outros estados. Podemos e já fizemos todas essas coisas, nós tivemos a visita do embaixador alemão em um ponto para discutir algo: foi um reconhecimento de fato. Tivemos uma comunicação com o presidente da França há muitos anos, mas nunca pedimos reconhecimento e não sentimos que precisamos." 
Bates reside em Westcliff-on-Sea , Essex , no Reino Unido. Ele queria que seus três filhos frequentassem escolas de inglês.  Ele é "orgulhosamente britânico" e se considera de dupla nacionalidade. 
Bates administra uma empresa de moluscos que colhe berbigão principalmente para o mercado espanhol.  O negócio, chamado Fruits of the Sea, é administrado por Bates e seus filhos James e Liam.  Ele também tem uma filha chamada Charlotte. Todos os três filhos estão com sua ex-esposa, Lorraine Wheeler.  
Em 2015, Bates publicou um livro de memórias sobre suas experiências com Sealand, chamado Principado de Sealand: Holding the Fort .  Bates apresentou uma discussão de seu livro no Estuário de 2016, um festival de arte, literatura, música e cinema. 
Em setembro de 2017, Bates realizou um jantar para comemorar o 50º aniversário de Sealand, afirmando: "Somos talvez o estado mais exigente do mundo. Não forçamos ninguém a adorar nenhum deus, religião ou qualquer coisa. Talvez seja por isso que durou tanto tempo. Espero que eu esteja por aqui pelos próximos 50! " 
Em setembro de 2011, ele esteve em Porto Alegre, Brasil onde participou da Bienal do Mercosul, acompanhado de seu filho James. Convidado pelos curadores para falar sobre Sealand e a "Geopoética", tema da exposição, o Principe Soberano também aproveitou o passeio para vender títulos da nobreza de sua nação.
Em 20 de maio de 2019, Bates e Mei Shi se casaram no Havaí. Mei Shi atualmente é reconhecida como "Sua Majestade", A Princesa do Principado de Sealand.

## Títulos e estilos
2 de agosto de 1962 - 9 de outubro de 1999: Sua Alteza Real, O Príncipe Herdeiro Michael do Principado de Sealand.
9 de outubro de 2012 - presente: Sua Majestade, O Príncipe Soberano do Principado de Sealand.
A Família Bates recebeu o direito de usar títulos Reais como: "Sua Majestade" para o Príncipe ou Princesa Soberano, também se aplicando aos consortes; "Sua Alteza Real" para o príncipe Herdeiro, também se aplicando aos demais príncipes; "Sua Alteza" para Barões, Duques e Lordes. O Príncipe Soberano do Principado de Sealand está vendendo títulos nobiliárquicos, a compra pode ser feita por meio de seu site oficial.